# Expo/Crenshaw (métro de Los Angeles)
Cet article concerne une station de la ligne E du métro de Los Angeles. Pour celle de la ligne C, voir Crenshaw (métro de Los Angeles). Pour les autres significations, voir Crenshaw.
Expo/Crenshaw est une station du métro léger de Los Angeles desservie par les rames de la ligne E et située à la jonction des quartiers Jefferson Park et Crenshaw Manor (en) à Los Angeles en Californie.
En 2022, la station reçoit en outre, les rames de la nouvelle ligne Crenshaw/LAX,.

## Situation sur le réseau
Station du métro de Los Angeles située en surface, Expo/Crenshaw est située sur la ligne E à l'intersection de Exposition Boulevard et de Crenshaw Boulevard à la jonction des quartiers Jefferson Park et Crenshaw Manor au sud-ouest de Downtown Los Angeles.

## Histoire
En service de 1875 à 1953 en tant que gare des réseaux de chemin de fer Los Angeles and Independance et Pacific Electric, la station Expo/Crenshaw est remise en service le 28 avril 2012, lors de l'ouverture de la ligne E. Auparavant, la station était nommée 11th Avenue.
En 2021, de nouveaux quais souterrains sous Crenshaw Boulevard seront mis en service afin d'accueillir les rames de la nouvelle ligne Crenshaw/LAX. Il s'agira du terminus nord de cette ligne.

## Services aux voyageurs

### Accès et accueil

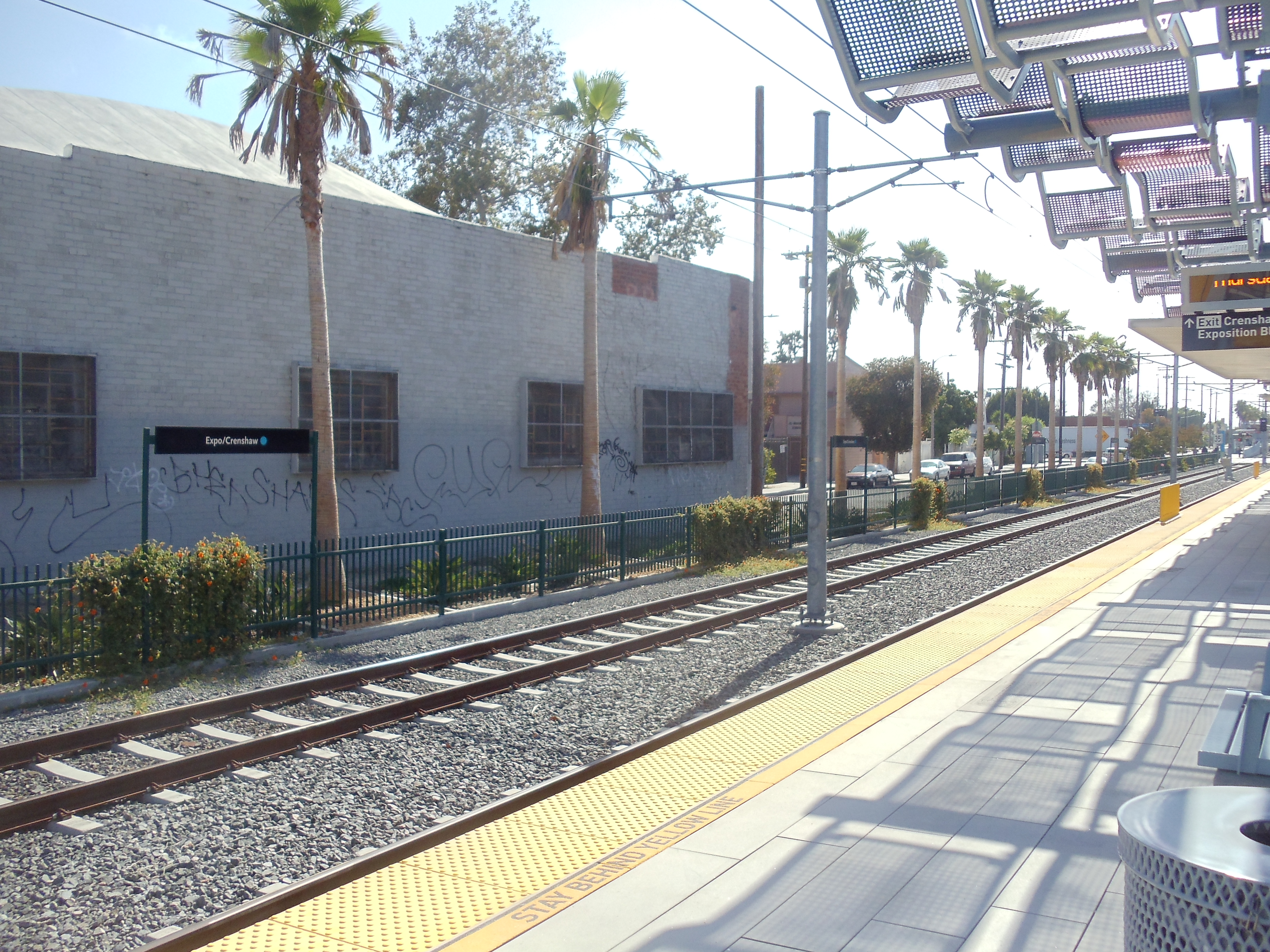
Plateforme en direction de Culver City.
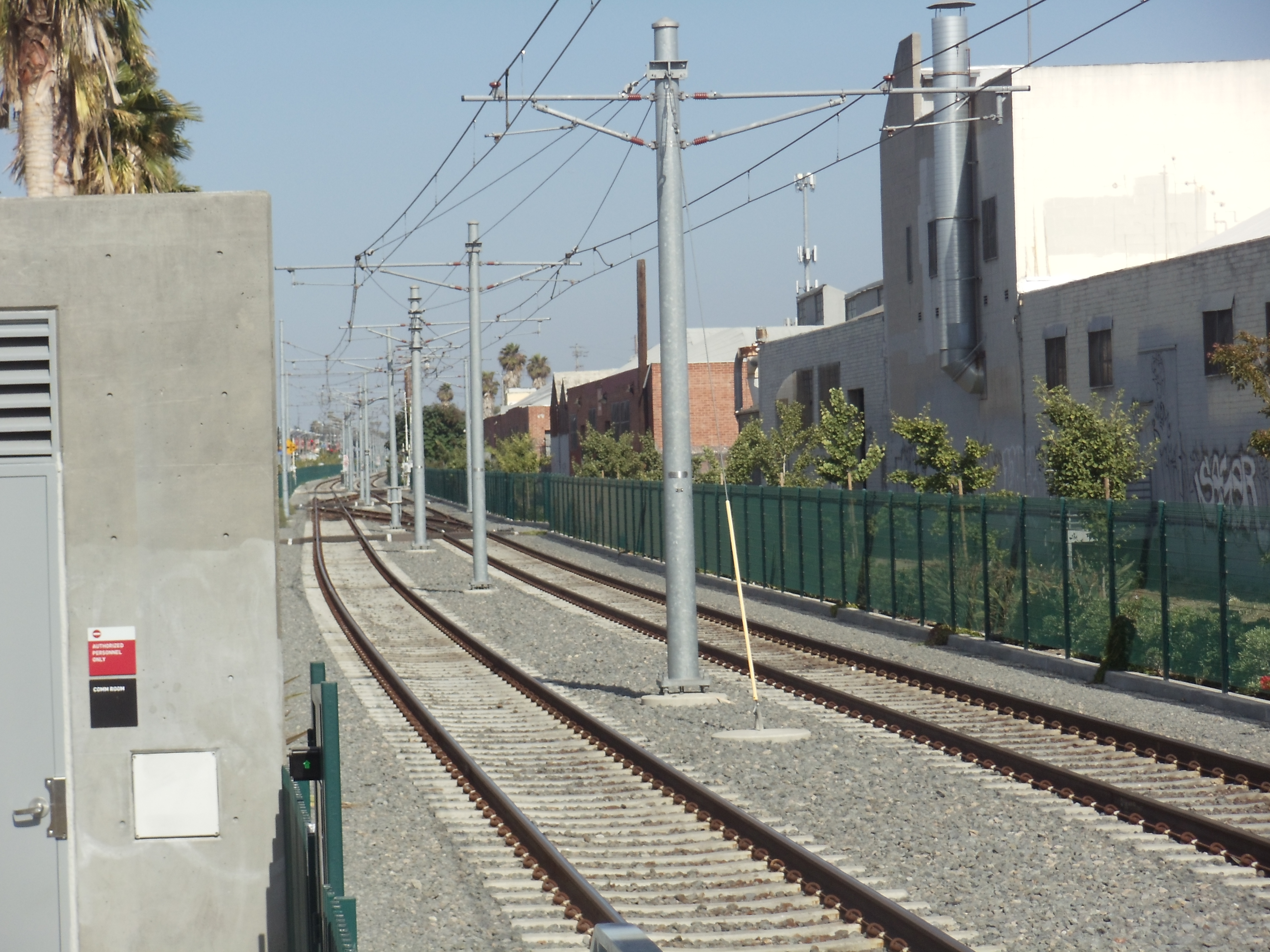
Vue des rails.

### Desserte
Expo/Crenshaw est desservie par les rames de la ligne E du métro.
À partir de 2022, elle est également desservie par la ligne K,.

### Intermodalité
La station est desservie par les lignes d'autobus 38, 210, 710 et 740 de Metro.

## Art dans la station
Une œuvre d'art de Willie Middlebrook, un artiste de Compton, orne la station, celle-ci présente des images de personnes en interaction avec leur environnement et la Terre.